# Enicospilus boonamini
Enicospilus boonamini là một loài tò vò trong họ Ichneumonidae.